# Любомир Янакиев
Любомир Христов Янакиев е български революционер, деец на Вътрешната западнопокрайненска революционна организация.

## Биография
Любомир Янакиев е роден на 7 януари 1903 година в Клисура, тогава в Княжество България, днес в Сърбия. Завършва прогимназия в родното си село. През 1919 година се премества в София, където работи в дърводелската работилница на чичо си Тако Спасов и учи като частен ученик в дърводелското училище в Трън. След анексията на Западните покрайнини от Кралството на сърби, хървати и словенци (Югославия) през 1920 година, Любомир Янакиев често преминава границата, за да види роднините си, останали в Клисура. При едно отиване при тях е заловен от югославските власти и е принуден да служи в югославската войска в периода 25 януари 1924 – 10 март 1925 година. След уволнението си, бяга през границата и се завръща в София. Учи в Софийската търговско-индустриална камара.
След запознанството си с Иван Гьошев, който е преподавател по математика в Софийската търговско-индустриална камара през 1929 година, Любомир Янакиев става член на ВЗРО „Въртоп“. Приема идеите на учителя, включвайки се в радикалното организационно крило. През септември 1931 година преминава българо-сръбската граница при село Стрезимировци, като инсценира бягство от България. След проведено разследване от югославските власти е освободен. Получава югославска лична карта под името Люборча Ристич Станкович. Отива в Белград, като успява да пренесе предоставените му от Асен Николов четири адски машини, три ръчни гранати, пистолет маузер с три пълнителя и кутия с патрони. В югославската столица започва работа в дърводелска работилница. На 29 май 1932 година залага адските машини в близост до административни сгради, за да няма невинни жертви – до сградата на вестник „Политика“, на строеж срещу централната железопътна гара, в купчина пясък в близост до Скупщината, и в близост до Военната академия. Експлодира само адската машина до Скупщината, останалите са обезвредени. Две седмици по-късно Любомир Янакиев се завръща в родното си село, като предварително е информирал другарите си в София, че има нужда от още взривни устройства. Те отново са му доставени от Асен Николов. През август същата година се завръща в Белград, като предварително изпраща адските машини с колет на адреса си там. На 30 септември избухва бомба в Офицерския клуб. През ноември 1932 година се връща в родното си село и преминава на българска територия. След Деветнадесетомайския преврат Любомир Янакиев е арестуван и на 4 юли 1934 е интерниран в изолационен лагер за членове на ВМРО и ВЗРО „Въртоп“ в Ловеч. Освободен е на 6 януари 1935 година.
Със съдействието на Крум Гопов и Иван Гьошев Любомир Янакиев е назначен като агент-разузнавач в Разузнавателен отдел към Щаба на армията. От август 1935 година е групов началник, завеждащ югославската линия, а от 1 юли 1936 година е групов началник на гръцка линия. На 16 август 1939 година е уволнен от Разузнавателен отдел. От 20 октомври 1942 година е назначен на работа в Комисарството по еврейските въпроси. След Деветосептемврийския преврат в 1944 година е разследван, но не му е повдигнато обвинение.
Умира през 1990 година.